# Birgitz
Birgitz is een gemeente in het district Innsbruck Land van de Oostenrijkse deelstaat Tirol.
Birgitz ligt op een middelgebergteterras ten zuidwesten van Innsbruck, aan de voet van de 2403 meter hoge berg Nockspitze. De vroegste sporen van bewoning van gemeentegrond, op de beboste heuvel Hohe Birga, stammen uit ongeveer 100 v.Chr. Als gevolg van een grote bevolkingstoename in de laatste decennia is Birgitz inmiddels aan elkaar gegroeid met de buurgemeente Götzens. Zoals veel andere gemeenten in het middelgebergte rondom Innsbruck speelt Birgitz voornamelijk een rol als forensengemeente.
Absam · Aldrans · Ampass · Axams · Baumkirchen · Birgitz · Ellbögen · Flaurling · Fritzens · Fulpmes · Gnadenwald · Götzens · Gries am Brenner · Gries im Sellrain · Grinzens · Gschnitz · Hall in Tirol · Hatting · Inzing · Kematen in Tirol · Kolsass · Kolsassberg · Lans · Leutasch · Matrei am Brenner · Mieders · Mils · Mutters · Natters · Navis · Neustift im Stubaital · Oberhofen im Inntal · Obernberg am Brenner · Oberperfuss · Patsch · Pettnau · Pfaffenhofen · Polling in Tirol · Ranggen · Reith bei Seefeld · Rinn · Rum · St. Sigmund im Sellrain · Scharnitz · Schmirn · Schönberg im Stubaital · Seefeld in Tirol · Sellrain · Sistrans · Steinach am Brenner · Telfes im Stubai · Telfs · Thaur · Trins · Tulfes · Unterperfuss · Vals · Völs · Volders · Wattenberg · Wattens · Wildermieming · Zirl
- Gemeinsame Normdatei: 4527007-7
- Virtual International Authority File: 239638829